# Naomi Oreskes
Naomi Oreskes (25 de noviembre de 1958) es una historiadora de la ciencia de nacionalidad estadounidense. Se convirtió en profesora de Historia de la Ciencia y profesora asociada de Ciencias de la Tierra y Planetarias de la Universidad de Harvard en 2013, tras 15 años como profesora de Historia y Estudios de la Ciencia en la Universidad de California en San Diego. Ha trabajado en estudios de geofísica, asuntos ambientales como el calentamiento global, y en historia de la ciencia. En 2010, Oreskes publicó en colaboración Merchants of doubt, donde identifica paralelismos entre el debate sobre el cambio climático y otras controversias públicas anteriores.

## Orígenes
Oreskes es hija de Susan Eileen (Nagin), profesora de enseñanza media, y de Irwin Oreskes, profesor universitario. Obtuvo en 1981 su grado en Ciencias, en el campo de la geología económica, en la Royal School of Mines (Real Escuela de Minas) del Imperial College, de Londres en 1981, y trabajó a partir de 1984 en la Universidad Stanford como ayudante de investigación en el Departamento de Geología, y como profesor ayudante en los departamentos de Geología, Filosofía y Ciencias de la Tierra Aplicadas. Allí mismo se doctoró en geología e historia de la ciencia en 1990. La National Science Foundation, institución que distribuye fondos públicos de investigación en Estados Unidos, le otorgó en 1994 uno de sus premios para jóvenes investigadores.
Ha trabajado como asesora para la Agencia de Protección Ambiental y la Academia Nacional de Ciencias de Estados Unidos, y también ha enseñado en las universidades de Dartmouth, Harvard y la Nueva York (NYU). Es la autora o coautora de un cierto número de ensayos e informes técnicos en geología económica e historia de la ciencia así como de varios libros.
Oreskes ha sido decana del Sixth College de la Universidad de California en San Diego.

## Métodología científica y validación de modelos
Oreskes ha investigado sobre metodología científica, sobre todo en el campo de la validación de modelos en Ciencias de la Tierra.
En 1999 participó como asesora en los trabajos del Nuclear Waste Technical Review Board (Comisión Técnica sobre Residuos Nucleares) de EE. UU. en trabajos dirigidos a desarrollar una estrategia de seguridad para el cementerio nuclear de Yucca Mountain, ocupándose sobre todo de la validación de los modelos predictivos.

## Más allá de la torre de marfil
Oreskes escribió un ensayo titulado "Más allá de la torre de marfil: el consenso científico sobre cambio climático" en el número del 3 de diciembre de 2004 de la revista Science.

En él realiza un análisis de «los 928 resúmenes de trabajos publicados en revistas científicas, con revisión por pares, entre 1993 y 2003, encontrados en la base del ISI con la clave ''climate change''». La pretensión del análisis era poner a prueba la hipótesis de que en la redacción de sus informes organismos como el Intergovernmental Panel on Climate Change, la American Association for the Advancement of Science, editora de Science, y la National Academy of Sciences se despreciaba o minusvaloraba las legítimas opiniones científicas disidentes sobre el cambio climático antropogénico. El resultado fue que el 75% de los trabajos de investigación respaldaban explícita o implícitamente el consenso científico, que el calentamiento es real y debido sobre todo a la acción humana, y que ninguno disentía de él. El ensayo atrajo la atención del público en todo el mundo, y fue citado ampliamente, por ejemplo por Al Gore en la película Una verdad incómoda (An inconvenient truth).
En 2007, Oreskes amplió su análisis, explicando que aproximadamente el 20% de los resúmenes apoyaban explícitamente el consenso sobre el cambio climático, a saber, que: «el clima de la Tierra está siendo afectada por las actividades humanas». Además, el 55% de los resúmenes respaldaban "implícitamente" el consenso participando en investigaciones dirigidas a caracterizar el impacto actual o futuro del cambio climático (50% de los resúmenes) o a mitigar los cambios predichos (5%). El 25% restante investigaba el pasado climático (10%) o las técnicas para evaluarlo (15%); Oreskes consideró que estos no cabía calificarlos como favorables o contrarios al consenso científico sobre cambio climático.

## Vendedores de duda
Merchants of doubt (Vendedores de duda) es un libro publicado en 2010 por Naomi Oreskes y el historiador de la NASA Erik M. Conway. Oreskes y Conway, ambos historiadores de la ciencia, observaron notables paralelismos entre el debate sobre el cambio climático y controversias más antiguas, como las de los efectos nocivos del tabaco sobre la salud, la lluvia ácida, o el agujero de la capa de ozono. Argumentan que la estrategia elegida por los que se oponen a que se tomen medidas es siempre extender la duda y la confusión sobre lo que la ciencia dice al respecto. Observaron que Fred Seitz, Fred Singer, y algunos otros científicos acreditados, han unido sus fuerzas en todos los casos a los think tank económicos y conservadores, y a las grandes empresas privadas, en la tarea de desacreditar el consenso científico sobre estos y otros temas de interés público.
El George C. Marshall Institute, disuelto en 2015, se mostró crítico con el libro, que sin embargo fue recibido con entusiasmo por la mayoría de sus reseñadores. Uno de estos señaló que la investigación en que se basan las conclusiones del libro es exhaustiva y muy documentada, considerándolo uno de los libros más importantes del año 2010. Otro lo señaló como el mejor libro de tema científico del año.
En 2015 se produjo una película inspirada en el libro y con su mismo título.